# Hipólito Ripas Irañeta
Hipólito Ripas Irañeta conocido como «el Lele», fue un panadero y militante anarquista de la década de 1960 que residía en el asentamiento de trabajadores Colonia Lola, ubicado en Córdoba, Argentina. En este lugar, en la década de 1970 se concentró y apadrinó a un grupo de jóvenes referentes de la resistencia libertaria que realizaba labores comunitarias y territoriales. La referida provincia argentina se conoce históricamente por ser un lugar donde se instalaron grupos anarquistas, originalmente llamados «utopistas» desde 1968. Los vecinos de «el Lele» se referían a él como un anacoreta, un anciano de lectura ávida pero muy discreto. Su militancia fue descubriéndose con el tiempo, por la clandestinidad que obligaba la actualidad política argentina de la época recrudecida con la dictadura militar. Permitió a través de la tradición oral que el ideario anarquista se transmitiera. 
Se conoció que tenía una panadería en Río Primero, Provincia de Córdoba, ciudad en la que perteneció al Gremio Sindical de Panaderos de la Federación Obrera Regional Argentina - FORA. Organizó a grupos de defensa de espacios laborales de descanso y creó refugios clandestinos en las sierras cordobesas. 
Entre los que formaron parte de la agrupación anarquista Jóvenes de Colonia Lola, fueron Juan Antonio Romano (constructor y estudiante de arquitectura), Cacho Zurbriggen (trabajador de la construcción), Jorge Urusoff (agricultor), Eugenia Ramos «la Pirucha» (docente), Horacio Suárez (maestro), Graciela Saur (abogada), Atos, entre otros, algunos de ellos desaparecidos en la dictadura, a quienes Ripas compartió sus ideas e inspiraron a esa fracción del frente del movimiento anarquista que encabezaba actividades barriales. Uno de los logros de ese frente fue la construcción de la escuela «Libertad» que permitió la escolarización de los niños del barrio.